# 模擬交通
模擬交通（英語：Simutrans）是一個开放源代码交通模擬遊戲，於1999年3月6日發行。开发者当前维护BeOS、Linux、Mac OS X和Microsoft Windows環境運行。這個遊戲集中於貨運、集體運輸、郵遞及電力輸送，玩家可以從遊戲中興建城市、道路、鐵路、電車、單軌鐵路、磁浮列車、機場、運河等城市設施。遊戲程式原由Hansjörg Malthaner編寫，而模擬交通現在製作及修改已经开放。

## 概要及功能
模擬交通是一個支持國際化的軟件，內建英文、法文、繁體中文及簡體中文等二十種多語言，並提供初學者模式。模擬交通亦可使用不同的圖形系統，包括GDI（供Microsoft Windows系統使用）、SDL（供各系統使用）及Allegro（一般供BeOS系統使用）。
模擬交通的主要功能為修改地形，興建道路和鐵路，興建不同交通種類的車站、機場及購買交通工具（包括、電車、鐵路列車、載貨汽車、輪船、飛機及近期新增的單軌鐵路列車）。自版本101.0之後，都可以開始為交通設定班次。同時，玩家亦可建設發電站及電線連接各種設施而提供電力（不興建發電站及電線亦不會對使用電力的交通工具造成影響）。現時，玩家可和最多13位電腦玩家同時進行遊戲，並以顏色區分各名玩家。而在遊戲中時間軸的年期方面，可以自由選擇年份開始。其中，由虛擬年份1930至2998年12月內均可以編輯所有的物件，但在虛擬年份2999年1月之後，只可以編輯車輛路線、刪除地圖上的物件及自由轉換玩家。
於99.03版本新增的地下模式（Underground Mode）是模擬交通一個最近新增的突破性功能，這個模式令到玩家能興建地下鐵路及地底道路。若在模擬交通安裝插件，還可建設架空鐵路及架空車站
最近的110.0版本，支持网络游戏，模式类似于OpenTTD。
電車路軌亦可於馬路上興建，但暫時只限在馬路上興建單線電車路軌。模擬交通亦提供一個天氣及時間系統，提供晚上建築物的燈光及交通工具的燈光，並會定時進行日夜交接（玩家須開啟日夜模式）；而且亦會有年份及月份，令到於不同年份及月份可能會出現不同時代的交通工具，加強遊戲的真實性；遊戲亦有不同的季節及氣候，並可由玩家作出調校。上下斜的地下鐵路及地底道路。
現時Simutrans亦可以自行選擇建築物及興建，甚至推出了外傳模擬交通試驗版。

## 製作小組
模擬交通最初於1997年，由Hansjörg Malthaner的帶領進行模擬交通的設計及製作。後來，得到不同國家的製作者協助，令遊戲得新增了不同的功能如飛機、運河及天氣系統。但原作者Hansjörg Malthaner於2005年退出製作小組。現時，模擬交通的製作由Markus Pristovsek "Prissi"的帶領下繼續進行遊戲的改進。

## 圖像系列

手繪圖像的PakHD

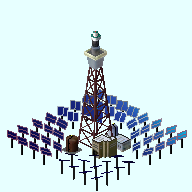
太陽能發電站繪圖

模擬交通的物件檔案稱為PAK，玩家可藉由製作或是下載PAK來新增新的物件。PAK的組成分為表現圖像用的圖像檔和檔案在遊戲中的參數資料檔。同時，PAK種類繁多，不同類型的PAK不能互相使用。此外，PAK的類型是根據像素來分類的。例如，PAK64就代表64x64像素的物件。現時，PAK64是最為主流的類型，提供的版本支援也比其他PAK的多且快。此外PAK128也是一個多為玩家選擇的類型，大多的香港玩家於網絡上的討論及物件下載也多是PAK128版本。
Pak種類
- pak32.Comic（最細小圖像版本）
- pak64（目前的PAK主要類型）
  - pak.German
  - pakJapan
  - pakHAJO
  - Abo Set (pakABO)
  - pakContrast
- pak96
  - pakHD (手繪圖像)
  - pak96.Comic
- pak128（目前多為玩家選擇的類型）
  - pak19thCentury
  - pak128.Britain
  - pak128.Japan
  - pakHK（又稱pakHongKong）
  - pakSC
  - OpenPak128
- pak192.Comic（最大圖像版本）

## 物件檔案
模擬交通的玩家可以親自製作不同的物件檔案。物件的圖像須為24位元及.png檔案，而物件的資訊則是儲於.dat檔案內，並使用Makeobj工具製作將圖像及資訊檔案併為.pak檔案。所以，玩家只需使用簡單繪圖軟件如及簡單的文字編輯軟件如記事本便可製作到物件檔案。
物件檔案亦可設有聲音，例如汽車行走的聲音。聲音檔案可儲於.mid的檔案內，並連同圖像及資訊檔案製作成.pak檔案。

## 外部連結
- 官方網站（英文）
- 官方論壇（英文）
- 中文官方論壇 （页面存档备份，存于）（中文）